# Rafaël Debevere
Rafaël Debevere (Arendonk, 22 augustus 1887 – Loker, 18 juni 1977) was een Belgisch rooms-katholiek priester, dichter en publicist.

## Levensloop
Debevere werd in 1911 priester in het bisdom Brugge en was achtereenvolgens kapelaan in Gistel en Poperinge (1919-1932). Hij stichtte in Poperinge de vereniging De Vlaamsche Vrienden en diverse studiekringen en zangverenigingen, die bijdroegen tot de culturele en Vlaamse bewustwording in de Westhoek. In 1932 werd hij tot kapelaan benoemd in Dudzele. Daar bleek de taak te zwaar voor hem en vanaf 1936 moest hij rust nemen. In 1940 werd hij benoemd tot directeur van het Sint-Antoniusinstituut in Loker, wat hij bleef tot aan zijn eervol ontslag in 1962.
Naast zijn pastorale bezigheden was hij literair actief. Hij publiceerde poëzie en talrijke kunsthistorische artikels en studies. In het Benoît De Puydt-museum in Belle ontdekte hij een Middelnederlands getijdenboek waarover hij een uitgebreide studie publiceerde.
Het was vooral vanaf zijn aankomst in de Westhoek in 1940 dat hij actieve belangstelling betoonde voor Frans-Vlaanderen. Over de cultuur en geschiedenis in dit gebied legde hij een aanzienlijke documentatie aan. Vanaf 1955 begon hij over Frans-Vlaanderen te publiceren.

## Publicaties
- William Redmond (1861-1917). Bij de 50ste verjaardag van zijn overlijden, 1967.
- 40 pentekeningen van Pieter Bruegel, 1967.
- Het Middelnederlands getijdenboek van Alheyt van Limberghen, in: Os Erfdeel, 1966-1968.
- Verzamelde opstellen, met een voorwoord door Théo Lefèvre en een inleiding door Jozef Deleu, 1971.